# فسفولیپاز
فسفولیپاز آنزیمی از گروه لیپازها است که فسفولیپیدها را به اسیدهای چرب و ترکیبات چربی دوست دیگر تجزیه می‌کند.

## انواع آنزیم
چهار گروه اصلی این آنزیم عبارتند از A، B، C و D،
فسفولیپاز نوع A خود دارای دو زیرگروه A۱ و A۲ است. فسفولیپازA۲ بر روی مولکول لسیتین مؤثر است و آنرا هیدرولیز می‌کند. این آنزیم در سم مار و عقرب نیز وجود دارد.
فسفولیپاز B یک لیزوفسفولیپاز است. فسفولیپاز C در چرخه اینوزیتول تریس فسفات نقش دارد.انواع C و D فسفودی استراز نیز نامیده میشوند.

## کارکرد آنزیم
آنزیم فسفولیپاز A فسفولیپیدهای غشای سلول (استریفیه) را به اسید آراشیدونیک (غیراستریفیه) تبدیل می کند. سپس آنزیم سیکلواکسیژناز باعث تبدیل اسید آراشیدونیک به پروستاگلاندین H۲ می‌شود که پیشساز سایر پروستاگلاندینها است .

بیوسنتز ایکوزانوئید.